# Promachus guineensis
Promachus guineensis là một loài ruồi trong họ Asilidae. Promachus guineensis được Wiedemann miêu tả năm 1824. Loài này phân bố ở vùng Cổ Bắc giới và nhiệt đới châu Phi.